# Spektrale

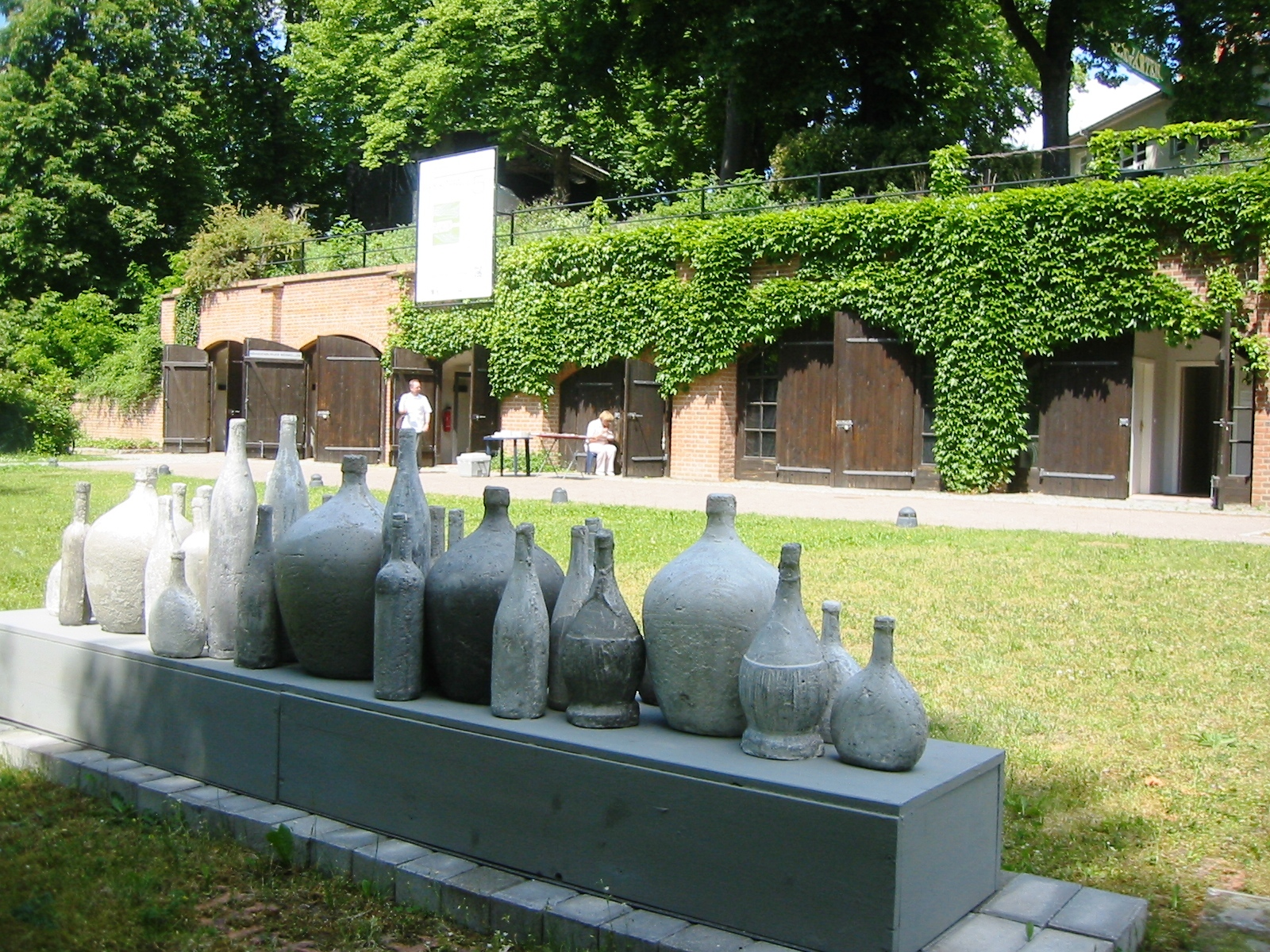
Spektrale 5 am Schlossberg in Luckau, Mai 2012

Die Spektrale ist eine Kunstveranstaltung des Landkreises Dahme-Spreewald. Teilnehmen können bildende Künstler aus dem Landkreis Dahme-Spreewald sowie Mitglieder des Brandenburgischen Verbands Bildender Künstler e. V.

## Konzept
Die Veranstaltung findet seit 2002 alle zwei Jahre statt, so dass im Jahr 2012 das fünfte Jubiläum gefeiert wurde. Im Rahmen der Ausstellung wird ein Kunstpreis an einen der ausstellenden Künstler verliehen. Die Ausstellung findet an wechselnden Orten statt, wie beispielsweise im ehemaligen Gefängnis in Luckau. Preisträger waren: Ralf Sander 2002, Kathrin Harder 2004, Gunter Schöne 2008, Jutta Pelz 2010, Heinz Bert Dreckmann 2012, Franz Rentsch und Marietta Thier 2014.
2012 wählte man in Verbindung mit dem Titel „Im Weinberg – Kunst und Natur eine Einheit?“ die Kellergewölbe im Schlossberg in Luckau als Ausstellungsort. Kuratorin der Spektrale ist Daniela Dietsche.